# Ausra Fridrikas
Ausra Fridrikas (født 30. april 1967 i Litauen) er en østrigsk tidligere håndboldspiller og nuværende håndboldtræner for Østrigs kvindehåndboldlandshold.
Fridrikas har spillet for hele tre forskellige landshold. Først spillede hun for Sovjetunionen, med hvilket hold hun blev verdensmester i 1990, efter Sovjetunionens opløsning spillede hun for Litauen, inden hun fik østrigsk statsborgerskab og stillede op for Østrig. Hun blev kåret til World Handball Player of the Year i 1999 af det internationale håndboldforbund. Hun blev valgt til den meste værdifulde spiller (most valuable player) ved VM i 1999, hvor hun deltog på det østrigske landshold, med hvilket hun vandt bronze.

## Klubkarriere
Fridrikas spillede i en række europæiske klubber, og sin storhedstid havde hun i østrigske Hypo Niederösterreich i perioden 1993-2000. Derefter spillede hun to sæsoner i den på den tid store norske klub Bækkelaget, hvorfra Anja Andersen hentede hende til sin store satsning i Slagelse FH. Her spillede hun fra 2002 til 2005, hvor hun scorede 360 mål i grundspillet. Hun spillede i trøje nr. 11, der senere blev beskyttet, så andre ikke kunne spille med det trøjenummer på Slagelses kvindelige førstehold igen.

### Meritter med Slagelse FH
- Danmarkmester: 2003 og 2005
  - Sølvinder ved DM: 2004
- Vinder af EHF Cup: 2003
- Vinder af den danske pokalturnering: 2003
- Vinder af Champions League: 2004 og 2005

## Klubber i den aktive karriere
- Egle Vilnius, Litauen
- Valencia, Spanien
- Hypo Niederösterreich, Østrig (1993-2000)
- Bækkelaget, Norge (oktober 2000-august 2002)
- Slagelse FH (august 2002 – juli 2005)
- ZV McDonald's Wienerneustadt, Østrig